# 赛扬D
Celeron D，或者称为赛扬D，是属于Intel赛扬处理器家族的一系列桌面处理器。

## 状况
自Celeron系列推出以来，不论核心如何随着同期奔腾处理器而升级换代，在名称上从未有任何如Pentium II、Pentium III之于Pentium的更改，全系列桌面处理器一直沿用Celeron标志——直到Celeron D系列推出，才打破这一惯例。
最早的Celeron D使用Prescott核心，拥有256KB二级缓存，采用NetBurst架构，虽然有在Pentium系列上的测试显示，Prescott并不比之前的Northwood核心有更高的执行效率，甚至单位频率性能有所下降，但拜256KB二级缓存所赐，性能较上一代Northwood “赛扬4”有明显提高。在玩家中掀起新一轮的“赛扬热”。
由于Intel此期不成熟的90nm工艺，Prescott Celeron D的功耗未能比上一代130nm Celeron减少，相反，消费者不得不为Celeron D而好好考虑考虑CPU的散热系统。高功耗的现象直到Intel向Celeron D引入65nm工艺才有所缓解。
从赛扬D开始，Intel开始向微处理器引入性能指数指标，以一些消费者难以直观了解的数字来区分同族处理器的不同型号。
SIS651 和Intel 845G晶片組不支援

## 不同核心的Celeron D

### Prescott-256
- 插座 Socket 478与LGA775，AGTL+ 133 MHz FSB（QDR, FSB 533）
- 指令集 MMX，SSE，SSE2，SSE3，部分产品支持XD-Bit，EM64T。
- 核心电压（VCore）1.40 Volt
- 发布日期：2004-06-24
- 制程：90 nm
- 频率：2.13GHz 到 3.33GHz
  - 不带EM64T支持
    - 310: 2.133 GHz
    - 315: 2.266 GHz
    - 320: 2.400 GHz
    - 325: 2.533 GHz
    - 330: 2.667 GHz
    - 335: 2.880 GHz
    - 340: 2.933 GHz
    - 345: 3.066 GHz
    - 350: 3.200 GHz

  - 带有EM64T支持
    - 326: 2.533 GHz
    - 331: 2.667 GHz
    - 336: 2.800 GHz
    - 341: 2.933 GHz
    - 346: 3.067 GHz
    - 351: 3.200 GHz
    - 355: 3.333 GHz

### Cedar Mill-512
- 插座：LGA775，133 MHz FSB（QDR, FSB 533）。
- 指令集 MMX，SSE，SSE2，SSE3，支持XD-Bit，EM64T。
- 核心电压（VCore） 1.3V
- 制程：65 nm
- 频率：3.06GHz 到 3.6GHz
  -     - 347: 3.066 GHz
    - 352: 3.200 GHz
    - 356: 3.333 GHz
    - 360: 3.466 GHz
    - 365: 3.600 GHz

## 这个“D”
Intel官方解释说Celeron D的“D”代表Desktop，即桌面应用。反观移动平台，移动赛扬处理器，Intel也不再仅仅称呼其为“Mobile Celeron”，而命名为Celeron M。
这个D标号与Pentium D的不同，Pentium D为双核心处理器。目前賽揚也推出雙核心，型號為Celeron E1000/E3000系列，第一顆雙核心賽揚型號為E1200，L2快取為512KB。E3000系列則為45nm、L2為1MB。